# Triumph Tigress-serie
De Triumph Tigress-serie was een serie scooters die het Britse merk Triumph uit Birmingham produceerde van 1959 tot 1965. Door het toepassen van badge-engineering werden dezelfde scooters ook als BSA Sunbeam op de markt gebracht.

## Voorgeschiedenis
| Douglas-Vespa uit 1957. |
| BSA Sunbeam.            |

Toen na de Tweede Wereldoorlog de scooter als vervoermiddel op het vasteland van Europa begon door te breken, miste de Britse industrie de boot. BSA had tijdens de oorlog nog wel gewerkt aan een prototype van de BSA Dinghy-scooter, maar die was nooit in productie gekomen. In 1956 kwam het prototype van de BSA Beeza met 200cc-zijklepmotor en cardanaandrijving, maar ook die ging niet in productie. De BSA Dandy uit diezelfde periode kwam wel in productie, maar dat was een bromfietsachtig 70cc-scootertje dat volgens de advertenties voor dames bestemd was. De klanten wilden wel scooters kopen. In 1956 importeerde het Verenigd Koninkrijk al 25.000 scooters en in 1957 69.000, vooral van Vespa en Lambretta. In Engeland werden in 1957 29.000 scooters gebouwd, voornamelijk bij Douglas in Bristol. Dat waren dan weer in licentie gebouwde Vespa-scooters.

### Edward Turner
Edward Turner (1901-1973) was algemeen directeur van Triumph, waarvan Jack Sangster de eigenaar was. Sangster had in 1939 het merk Ariel, waarvan hij ook eigenaar was, verkocht aan BSA. In 1951 deed hij dat ook met Triumph. Sangster werd in 1956 voorzitter van de raad van bestuur van BSA en stelde Turner aan als directeur. Turner werd daar herenigd met constructeur Doug Hele, die met Turner en Bert Hopwood bij Ariel en bij Triumph had gewerkt. Toen Turner algemeen directeur van de BSA-groep werd, was dit de grootste producent van motorfietsen ter wereld. Turner gaf meteen opdracht voor de ontwikkeling van een scooter, die als Triumph Tigress en als BSA Sunbeam zou worden verkocht. Het was dus een vorm van badge-engineering die bij de BSA-groep minder vaak werd toegepast dan bij Associated Motor Cycles (AJS, Matchless, James en Norton).

## Triumph Tigress-scooters
De prototypen van de BSA Sunbeam-scooters werden in oktober 1958 getoond op de Earls Court Show. Er waren drie versies: de Triumph Tigress TS1 met een 175cc-tweetaktmotor, de Triumph Tigress W1 met een 250cc-kopklepmotor en de Triumph Tigress TW2/S met dezelfde motor maar ook met een startmotor. De enkele droge plaatkoppeling zat rechtstreeks op de krukas. Alle modellen hadden geforceerde luchtkoeling, een voetgeschakelde vierversnellingsbak en de aandrijving naar het achterwiel geschiedde door een duplexketting die in een oliebad liep. 
Toen de machines in 1959 op de markt kwamen begon de scooterrage al op haar einde te lopen. Bovendien had de BSA-groep besloten om de 250cc-motor, die 15 pk leverde, terug te brengen naar 10 pk. Daarmee ging de topsnelheid van 115 naar 95 km/uur. De BSA Sunbeam/Triumph Tigress had de snelse scooter op de markt kunnen zijn, maar dat gebeurde pas in 1961 toen het oorspronkelijke vermogen weer werd hersteld. De BSA Sunbeams stuurden goed en waren dus ook snel. Ze konden de concurrentie met de Italiaanse en Duitse merken op die gebieden wel aan, maar niet op het gebied van betrouwbaarheid en sleutelvriendelijkheid. Om de motor te bereiken moesten veel bouten losgedraaid worden en het onderhoud was duur. In 1964 gingen de viertaktmodellen uit productie en in 1965 gebeurde dat ook met het 175cc-tweetaktmodel.

## Technische gegevens
| BSA                    | Tigress TS1              |                                 | Tigress W1                      | Tigres TW2/S |
| ---------------------- | ------------------------ | ------------------------------- | ------------------------------- | ------------ |
| Periode                | 1959-1965                | 1959-1964                       | 1959-1964                       |              |
| Categorie              | Scooter                  | Scooter                         | Scooter                         |              |
| Motortype              | Tweetakt                 | Stoterstangen OHV               | Stoterstangen OHV               |              |
| Bouwwijze              | Staande eencilinder      | Staande paralleltwin            | Staande paralleltwin            |              |
| Koeling                | Geforceerde luchtkoeling | Geforceerde luchtkoeling        | Geforceerde luchtkoeling        |              |
| Boring                 | 61,5 mm                  | 56,0 mm                         | 56,0 mm                         |              |
| Slag                   | 58,0 mm                  | 50,6 mm                         | 50,6 mm                         |              |
| Cilinderinhoud         | 172,3 cc                 | 249,3 cc                        | 249,3 cc                        |              |
| Carburateur(s)         | Onbekend                 | Zenith 18 MXZ                   | Zenith 18 MXZ                   |              |
| Smeersysteem           | Mengsmering              | Dry-sumpsysteem                 | Dry-sumpsysteem                 |              |
| Compressieverhouding   | 7:1                      | Onbekend                        | Onbekend                        |              |
| Max. Vermogen          | 7,4 pk bij 5.000 tpm     | 10 pk bij 5.500 tpm later 15 pk | 10 pk bij 5.500 tpm later 15 pk |              |
| Topsnelheid            | 90 km/uur                | 95 km/uur, later 115 km/uur     | 95 km/uur, later 115 km/uur     |              |
| Primaire aandrijving   | NVT                      | NVT                             | NVT                             |              |
| Koppeling              | Enkele droge plaat       | Enkele droge plaat              | Enkele droge plaat              |              |
| Versnellingen          | 4                        | 4                               | 4                               |              |
| Secundaire aandrijving | Duplexketting            | Duplexketting                   | Duplexketting                   |              |
| Rijwielgedeelte        | Dubbel buisframe         | Dubbel buisframe                | Dubbel buisframe                |              |
| Voorvork               | Enkelzijdige telescoop   | Enkelzijdige telescoop          | Enkelzijdige telescoop          |              |
| Achtervork             | Swingarm                 | Swingarm                        | Swingarm                        |              |
| Remmen                 | Trommelremmen            | Trommelremmen                   | Trommelremmen                   |              |
| Tankinhoud             | 6,8 liter                | 6,8 liter                       | 6,8 liter                       |              |
| Droog gewicht          | 100 kg                   | 110 kg                          | 110 kg                          |              |
| BSA-model              | Sunbeam BS1              | Sunbeam BS2                     | Sunbeam BS2/S                   |              |